# 卢尼奥夫·尼古拉·伊万诺维奇
卢尼奥夫·尼古拉·伊万诺维奇（俄語：Николай Иванович Лунёв、1966年—），俄罗斯族，中华人民共和国政治人物、第十一届全国政协委员。
担任新疆维吾尔自治区伊宁市俄罗斯学校校长。2008年，当选第十一届全国政协委员，代表少数民族界，分入第四十九组。

## 家庭
卢尼奥夫和妻子薇拉育有两女一子。他的父亲是一位哥萨克骑兵。